# Portugal International 1983
Die Portugal International 1983 im Badminton fanden vom 17. bis zum 18. Juni 1983 in Peniche statt. Es war die 18. Auflage dieser internationalen Titelkämpfe von Portugal im Badminton.

## Finalergebnisse
| Disziplin    | Sieger                       | Finalist                    | Ergebnis           |
| ------------ | ---------------------------- | --------------------------- | ------------------ |
| Herreneinzel | Kevin Jolly                  | Gerry Asquith               | 15:10, 15:3        |
| Dameneinzel  | Alison Fisher                | Jane Shipman                | 11:7, 11:1         |
| Herrendoppel | Billy Gilliland Alex White   | Kevin Jolly Gerry Asquith   | 12:15, 15:0, 15:11 |
| Damendoppel  | Alison Fisher Jane Shipman   | Britt Marie Lisa Rodrigues  | 15:5, 15:4         |
| Mixed        | Billy Gilliland Jane Shipman | Gerry Asquith Alison Fisher | 15:12, 15:8        |